# Páporotni (Goriachi Kliuch, Krasnodar)
Páporotni (del ruso: Папоротный) es un jútor del ókrug urbano de Goriachi Kliuch del krai de Krasnodar, en las estribaciones noroccidentales del Cáucaso, en Rusia. Está situado en la cabecera del río Chibi, 10 km al noroeste de Goriachi Kliuch, y 39 km al sur de Krasnodar. Tenía 84 habitantes en 2010.
Pertenece al municipio  Sarátovskoye.